# 長谷川真吾の GO!GO!真吾〜!
長谷川真吾の GO!GO!真吾～!（はせがわしんごのごー!ごー!しんご～!）は、2005年10月から2016年9月24日まで山陰放送（BSSラジオ）で毎週土曜日5:15 - 5:20に放送されていたラジオ番組。パーソナリティーは長谷川真吾。

## 番組内容
- 番組時間が15分と10分のころは、最初は長谷川の曲をオンエアする。その後は、リスナーのメールを紹介した後（コーナーをする事もある）また長谷川の曲をオンエアし番組終了となっていた。5分の今はリスナーからのメールを紹介し（コーナーをする事もある）エンディングに長谷川の曲をかけて終わる。この流れは、毎週同じである。
- 2008年4月の一か月間は、当時の新曲「置き手紙」の宣伝で藤本美貴がゲスト出演していた。
- 最後は必ずGO!GO!真吾～!と言って、終わる。

## ネット局
- 山陰放送

過去には山陽放送、西日本放送もネットしていた。

## 番組変遷

### 山陰放送
- 2005年10月～2006年3月まで毎週日曜午前6：45～7：00まで
- 2006年4月～2007年3月まで毎週日曜午前8：45～9：00まで
- 2007年4月～？まで毎週日曜午前6：40～6：50
- 200?年?月～2011年10月1日まで毎週土曜午前7：20～7：25
- 2011年10月8日～毎週土曜午前7：30～7：35